# Tríptico do Calvário (Frei Carlos)
O Tríptico do Calvário é um conjunto de três pinturas a óleo sobre madeira de carvalho pintadas cerca de 1520-30 por Frei Carlos, pintor da escola luso-flamenga activo em Portugal na primeira metade do século XVI.
No painel central, Cristo na cruz está ladeado pela Virgem Maria, por Maria Madalena (ajoelhada) e por S. João Evangelista. No painel esquerdo, São Jerónimo, sentado e com um livro aberto nas mãos, tem à sua frente Santa Paula e Santa Eustáquia e mais algumas freiras pertencentes à Ordem de Santa Paula, a correspondente feminina da ordem dos jerónimos, num compartimento que apresenta ao fundo um altar encimado por uma pintura com a Sagrada Família, cuja parede dá acesso a outra sala onde se vêem três frades. No painel lateral direito, São João Baptista, sentado com um livro aberto no regaço, é ladeado pelos símbolos do Calvário (a cruz) e da inocência (o cordeiro de Deus, que tira o pecado do mundo) inserido numa paisagem rochosa e arborizada onde corre um rio em cuja margem se representa o episódio do baptismo de Cristo nas águas do rio Jordão.
O Tríptico do Calvário destinou-se inicialmente a capela da Quinta da Palmeira, no Seixal, que era administrada pelo Mosteiro de Belém, pertencente à Ordem de São Jerónimo, tendo pertencido muito mais tarde à colecção de Ernesto de Vilhena a quem o Estado Português adquiriu, em 1990, para ser integrado no MNAA.
Para o historiador Luís Reis-Santos, este precioso tríptico ocupa um lugar de relevo na Obra de Frei Carlos. Nos três painéis de composições e temas tão diversos evidenciam-se a graça de uma inspiração enternecida, a finura e a pureza do desenho, a suave harmonia do colorido, o enlevo do místico, o rigor e o sentimento poético, a faculdade de análise profunda e objectiva do retratista.

## Descrição

### Calvário
Calvário é o painel central do Tríptico tendo de altura 164 cm e de largura 60 cm, tendo a parte superior em forma de ogiva.
Cristo está crucificado ao centro da pintura, estando a Virgem Maria e S. João Evangelista de pé de cada  lado e Maria Madalena de joelhos, quase de costas, em primeiro plano, como no painel central do Tríptico da Crucificação de van der Weyden, que está no Museu de História da Arte de Viena.
O colorido é pálido. A Virgem Maria veste de violeta e manto azul escuro e S. João veste de cor lilás e manto carmim. Os panejamentos largos de S. Maria Madalena que se desdobram na parte inferior do quadro têm cor acinzentada.
O painel do Calvário é o único que se conhece sobre o tema na obra de Frei Carlos, sendo a composição e o desenho das figuras de inspiração acentuadamente neerlandesa.

### São Jerónimo entregando a Regra a Santa Paula e Santa Eustáquia

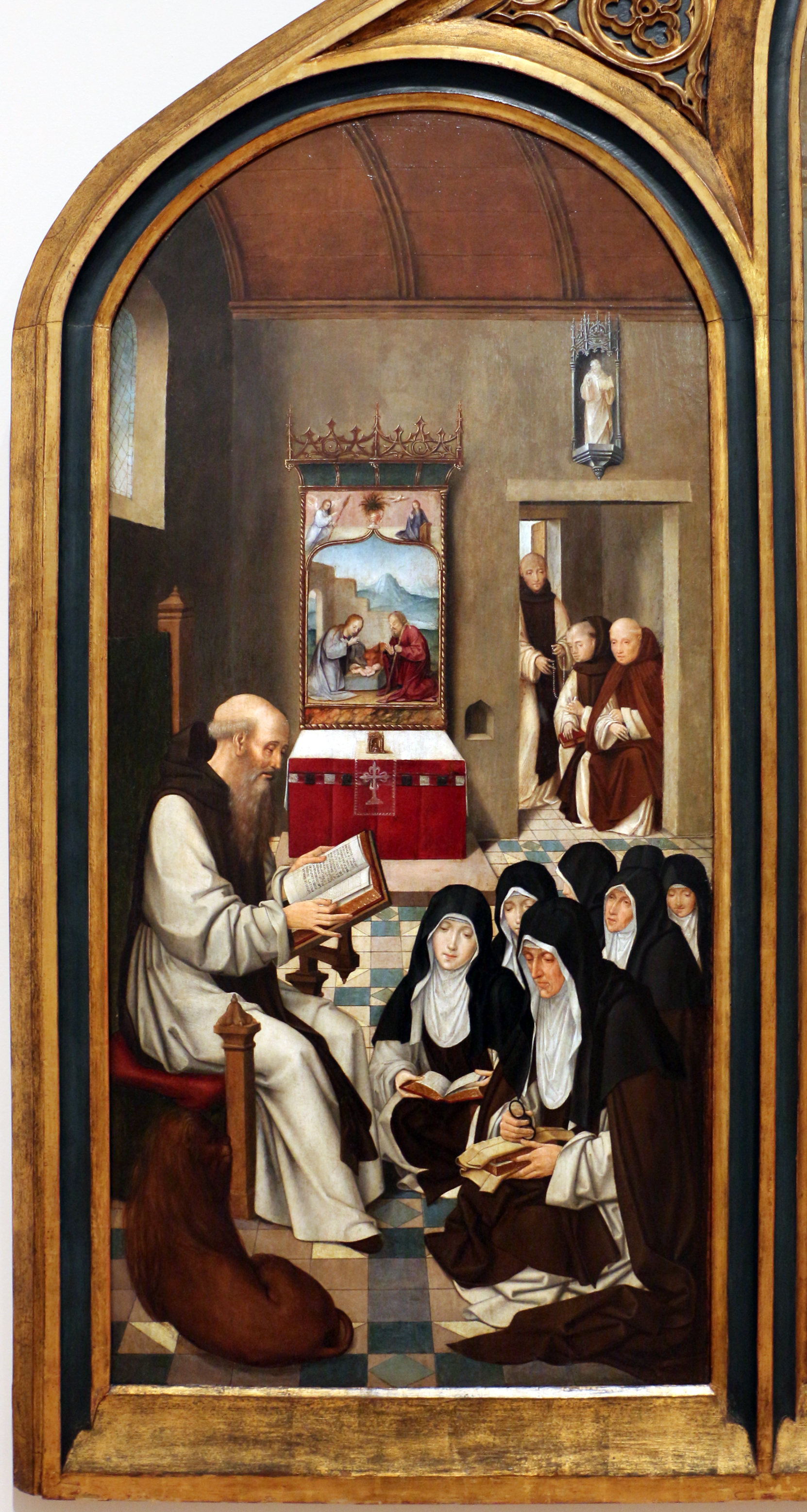
São Jerónimo entregando a Regra a Santa Paula e Santa Eustáquia

São Jerónimo entregando a Regra a Santa Paula e Santa Eustáquia é o painel lateral esquerdo do Tríptico tendo de altura 126 cm e de largura 60 cm e sendo encimada por abóbada de berço.
Num interior da época do pintor, ladrilhado, vê-se o Santo fundador da Ordem sentado, à esquerda e de perfil, tendo nas mãos um livro com a seguinte inscrição:
"COGITIS.ME.O. / PAVLA.ET.EVST / OCHIVM.IMO.../ CHARITAS.CHR / ISTI.ME.CONP / ELLIT.QVI.VO / BIS.DVDVM.TR / ACTATIBVS. LO VI. CONSVEVE / RAM.VT.NO / VOLOQNDI. / GENRE.SCTIS / QVEVOBISCVM / DEGVNT.VIRGI / NIBVS.LATINO / VTENS.ET.ELOQVIO /"
Em frente a S. Jerónimo está um grupo de sete religiosas ajoelhadas vestindo o hábito da Ordem com Santa Paula à frente, num formoso retrato, feito, segundo Luís Reis Santos, do natural. O tom da carnação, muito diferente do se das outras figuras, mostram que Frei Carlos procurou reproduzir fielmente os traços fisionómicos do modelo. À direita de S. Paula está a sua filha, a erudita Eustóquia, para quem S. Jerónimo escreveu o Tratado da Virgindade.
No canto inferior esquerdo está um leão que é o atributo de S. Jerónimo.
Ao fundo, encostado à parede, está um altar com retábulo pintado coberto por baldaquino gótico de talha. O painel deste retábulo representa a Natividade que recorda, segundo Reis Santos, certas composições do Mestre de 1515 e do Mestre da Lourinhã. E na parte superior uma Anunciação com o Anjo à esquerda e o Espírito Santo e a Virgem Maria no lado oposto.
Do lado direito vê-se para além duma porta o compartimento contíguo onde três monges, dois ajoelhados e um de pé, presenciam o acto. Sobre a porta está uma bela mísula que suporta uma estatueta.
Frei Carlos tratou o tema deste painel noutra pintura que se encontra no MNAA, que segundo Reis Santos é de época aproximada, mas de mérito inferior a este, em que se representa o mesmo modelo de S. Jerónimo de fronte alta e finos traços fisionómico, para além da usuais longas barbas brancas.

### São João Baptista

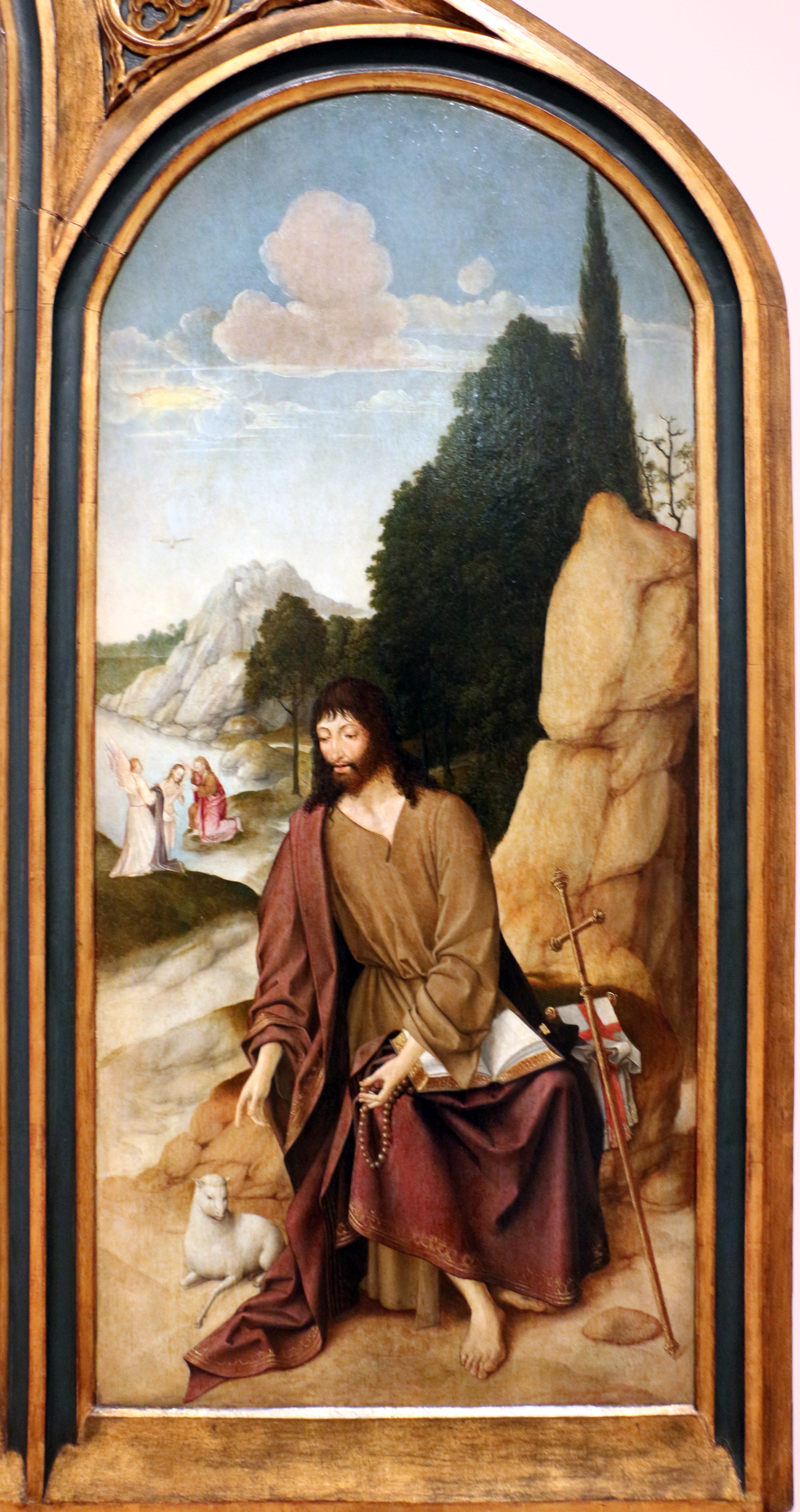
São João Baptista, painel direito do Triptico

São João Baptista é o painel direito do Tríptico tendo de altura 126 cm e de largura 60 cm e sendo encimada por abóbada de berço.
Esta pintura representa S. João Batista no deserto, sentado de frente, em primeiro plano. Veste de castanho tendo pendente do ombro um manto lilás e sobre o regaço um livro aberto. Pega com a mão esquerda uma fieira de contas e com a direita aponta para o cordeiro simbólico. Tem junto a si, encostada a uma rocha uma Cruz e a bandeira da fé.
Atrás de S. João Batista está um rochedo e um grupo de árvores e mais longe, na margem de um rio, a cena do baptismo de Jesus. Jesus tem à direita João Batista vestido de carmim e à esquerda um Anjo que sustenta nos braços um manto lilás. A pomba do Espírito Santo paira no ar sobre a cabeça de Jesus.
Decomposição mais equilibrada e sóbria, este painel contrasta com o de S. Jerónimo em que num painel com as mesmas dimensões estão representados em apenas dois planos onze figuras humanas. Além disso, as vestes negras e brancas dos religiosos contrastam com as cores suaves do painel de S.João Batistas em que predominam verdes, sienas e lilases.

### Ajudante
Mais recentemente, no âmbito de um projeto de colaboração multidisciplinar intitulado
“ONFINARTS – sobre a importância da pintura flamenga na produção artística nacional no
século XVI” e com base na análise das reflectografias de infravermelho realizadas, J. Seabra Carvalho distinguiu a “mão” de um outro pintor na obra atribuída à oficina de Frei Carlos, devendo tratar-se de um seguidor, o qual terá colaborado nas representações secundárias do Tríptico do Calvário e depois de forma autónoma nos painéis representando S. Vicente e S. Sebastião e a Virgem com o Menino e um anjo.
Foi ainda possível individualizar uma outra característica desta “mão” que é a presença de desenho de contorno com características de traço ondulatórias. Esta particularidade técnica é mais evidente nas representações de coroas de espinhos e nas mãos e pés das figuras. As representações do Ecce Homo, Lamentação e Tríptico do Calvário são um claro testemunho desta característica da mão deste Mestre pintor.
O Tríptico do Calvário constitui assim testemunho da colaboração deste seguidor com o mestre Frei Carlos, essencialmente na execução de cenas secundárias. No entanto, este seguidor terá produzido de forma já individualizada os dois painéis provenientes de S. Vicente de Fora, adaptando práticas de pintura e materiais resultantes do contacto ocom a obra de Frei Carlos.:372

## Apreciação
Para João Couto, no painel central são dignos da maior admiração a figura de Jesus e a de Madalena, esta ajoelhada ao pé da Cruz, mas nem todos os pormenores deste painel são da mesma qualidade, o que o levou a supor ter existido colaboração de um ajudante.
Prossegue João Couto, referindo que provém da mesma fonte de inspiração do anterior o S. João Baptista, do postigo da direita, ainda que menos realista e vigoroso do que a pintura sobre o mesmo tema do MNAA. Quanto ao painel da esquerda, notável e tão bem composto, enriquecido que está com um retábulo com o Presépio sobre um altar, que evoca a formosa pintura também de Frei Carlos, S. Jerónimo dando o hábito a Santa Paula e Santa Eustóquia, também no MNAA, em que se nota também a divisão da cena em duas partes, tão do agrado do Pintor.

## História
O Tríptico do Calvário foi adquirido pelo Estado português, via IPPC, à colecção Ernesto Vilhena, em 1990. Foi uma das peças mais importantes e caras incorporadas em museus de arte na fase pré-IPM - Instituto Português de Museus, por 15.000.000$00 (cerca de €160.155 euros).

### Ligação externa
- Página oficial do Museu Nacional de Arte Antiga